# Daniel Denegri
Daniel Denegri, né à Split le 1er juillet 1940, est un physicien expérimentaliste franco-croate, reconnu pour ses contributions majeures à la physique des particules élémentaires. Il a joué un rôle clé dans la découverte des bosons W et Z au CERN, une avancée fondamentale récompensée par le prix Nobel de physique en 1984 attribué à Carlo Rubbia et Simon van der Meer.

## Formation et parcours académique
Daniel Denegri obtient son diplôme en physique à la Faculté des sciences de l’Université de Zagreb en 1964. Il poursuit ses études aux États-Unis et soutient sa thèse de doctorat en 1971 à l’Université Johns Hopkins de Baltimore, spécialisée en physique des particules.

## Carrière professionnelle
Avant sa thèse, Denegri commence sa carrière académique à la Faculté des sciences de l’Université de Zagreb (1964–1966), avant de rejoindre l’Université Johns Hopkins (1969–1971). Il poursuit sa carrière en France, travaillant au Centre d’études nucléaires de Saclay (CEN) de 1971 à 1975, CEA (Commissariat à l’Énergie Atomique et aux Énergies Alternatives), puis au Centre national de la recherche scientifique (CNRS) à Saclay de 1975 à 1986. Depuis 1986, il est associé au CERN à Genève.
Depuis 1983, Daniel Denegri enseigne la physique des particules élémentaires à l’Université de Split, où il est professeur titulaire depuis 1986.

## Contributions scientifiques

### Expérience UA1
Denegri a été membre de l’expérience UA1 au CERN, une collaboration internationale visant à étudier les collisions proton-antiproton à haute énergie. Cette expérience a été cruciale pour la découverte des bosons W et Z, des particules médiatrices de l’interaction faible, confirmant le modèle électrofaible unifié proposé par Weinberg, Salam et Glashow.

### Expérience CMS
Denegri est l’un des pères fondateurs de CMS et a été coordinateur de la physique de CMS pendant 14 ans. Denegri a poursuivi ses recherches du boson de Higgs au Grand collisionneur de hadrons (LHC) dans la cadre de collaboration CMS,.

## Distinctions et reconnaissance
- Prix Joliot-Curie (1989), attribué pour ses contributions exceptionnelles à la physique des particules[9].
- Membre correspondant de l’Académie croate des sciences et des arts (1997), élu pour ses réalisations scientifiques remarquables[2].

## Publications et travaux
Denegri a contribué a plus que 1600 articles scientifiques. Il est co-auteur du livre. « L'aventure du grand collisionneur LHC - Du big bang au boson de Higgs » (2014), qui a été traduit plus tard en anglais « The Adventure of the Large Hadron Collider » (2021).

## References
1. ↑  (en) Daniel Denegri, « Coherent production in K- d interactions at 12.6 GeV/c », sur inspirehep.net (consulté le 27 juin 2025)
2. 1 2  « Denegri Danijel – HAZU », sur www.info.hazu.hr (consulté le 27 juin 2025)
3. ↑  (hr) Globaldizajn d.o.o, « Home », sur unist.hr (consulté le 25 juin 2025)
4. ↑  (en) Daniel Denegri, « The discovery of the W and Z », Physics Reports, vol. 403-404,‎ décembre 2004, p. 107–145 (DOI 10.1016/j.physrep.2004.09.006, lire en ligne, consulté le 27 juin 2025)
5. ↑  (de) « Daniel Denegri Archive », sur Edition Lammerhuber (consulté le 27 juin 2025)
6. ↑  (en-GB) « Lecture by Prof. Daniel Denegri – Particle Physics and the Large Hadron Collider (LHC) Project », sur Ruđer Bošković Institute (consulté le 25 juin 2025)
7. ↑  « Le boson de Higgs : une aventure de plus de vingt ans », Le Monde,‎ 4 juillet 2012 (lire en ligne, consulté le 27 juin 2025)
8. ↑  Daniel Denegri, « The CMS Experiment and Physics at the LHC », dans Particle Physics in the New Millennium, vol. 616, Springer Berlin Heidelberg, 2003, 203–230 p. (ISBN 978-3-540-00711-1, DOI 10.1007/3-540-36539-7_16, lire en ligne)
9. ↑  « Prix Joliot-Curie », sur Société Française de Physique, 15 avril 2025 (consulté le 25 juin 2025)
10. ↑  (en) « Liste des publications de Daniel Denegri  telle qu’enregistrée par INSPIRE-HEP », sur inspirehep.net (consulté le 27 juin 2025)
11. ↑  Daniel Denegri, Claude Guyot, Andreas Hoecker et Lydia Roos, « L'aventure du grand collisionneur LHC - Du big bang au boson de Higgs », sur EDP Sciences, 2014 (consulté le 27 juin 2025)
12. ↑  (en) Daniel Denegri, Claude Guyot, Andreas Hoecker et Lydia Roos, The Adventure of the Large Hadron Collider: From the Big Bang to the Higgs Boson, World Scientific, décembre 2021 (ISBN 978-981-323-608-0 et 978-981-323-609-7, DOI 10.1142/10881, lire en ligne)